# Фудживара но Теиши
Фудживара но Теиши (на японски: 藤原 定子), известна и като Садако, е императрица консорт на японския император Ичиджо. Спомената е в литературната класика „Записки под възглавката“, написана от нейната придворна дама Сей Шонагон.

## Биография
Фудживара но Теиши е най-голямата дъщеря на Фудживара но Мичитака (на японски: 藤原道隆). Уговорено е да се омъжи за императора след церемонията по навършване на пълнолетието ѝ. Тя получава титлата императрица, баща ѝ официално е назначен за регент на императора, а сестра ѝ по-късно е омъжена за братовчед на императора и престолонаследник.
Императрица Теиши е начело на литературен и културен двор, а Сей Шонагон става нейна придворна дама. През 995 г. се развиват поредица от събития, които влошават нейното положение. Баща ѝ умира и е наследен като регент от своя съперник, чичо ѝ Фудживара но Мичинага, а братята ѝ са изгонени от двора. Регентът, нейният чичо, прави дъщеря си Фудживара но Шоши втора съпруга на императора и осигурява титлата императрица и за нея: за първи път в Япония императорът има две императрици, Теиши с титлата Kōgō и Шоши с титлата Chūgū. Това създава ожесточено съперничество между двете жени и последните четири години от живота на Теиши са описани като период на унижение за нея.
Поради конкуренцията между нея и Шоши, втората императрица, е разработена сричковата азбука Кана. По-специално по време на придворната култура от периода Хеян, жените демонстрират красотата си чрез способността си да пишат поезия, да свирят на инструменти и да рисуват. Прислужницата на Теиши, Сей Шонагон пише „Записки под възглавката“ като начин да спечели обичта на императора. Придворната дама на императрица Шоши обаче пише известната „Сказание за Генджи“, която се оказва с по-голямо въздействие върху обществото на Хеян и в крайна сметка я издига до ранг на императрица. Многото политически съперничества между Теиши и императора водят до период на депресия и изгнание за Теиши.
Поради социалното ѝ отдалечаване от обществото и смъртта на баща ѝ, Теиши влиза в будистки манастир скоро след възкачването на престола на император Казан. Умира на 24-годишна възраст при раждане.

## Потомство
- Имперска принцеса Шуши (на японски: 脩子内親王) (997 – 1049)
- Имперски принц Ацуясу (на японски: 敦康親王) (999 – 1019)
- Имперска принцеса Биши (на японски: 媄子内親王) (1001 – 1008)